# Джайзани, Мэддисон
Мэддисон Джайзани (англ. Maddison Jaizani, род. 5 июня 1995, Сейл (Большой Манчестер), Англия, Великобритания) — британо-иранская актриса и модель. Наиболее известна по роли Софи в телесериале «Версаль», Одессы в телесериале «В пустыне смерти», и роли Бесс Марвин в телесериале от CW "Нэнси Дрю"

## Жизнь и карьера
Мэддисон Джайзани родилась 5 июня 1995 года в Сейл (Большой Манчестер), но выросла в Манчестере. После окончания средней школы, Джайзани изучала исполнительское искусство в высшем учебном заведении «Bury College», которое окончила с расширенным национальным дипломом. Свою актёрскую карьеру начала в 18 лет, сыграв эпизодическую роль юной Лейлы в телесериале «Тиран», позже имела небольшие роли в телесериалах «Версаль» и «В пустыне смерти». В начале 2019 года получила одну из главных ролей в подростковом телесериале «Нэнси Дрю» от телеканала The CW, в котором исполняет роль Бесс Марвин.

## Фильмография

### Телевидение
| Год       | Название на русском | Оригинальное название | Роль        | Примечания      |
| --------- | ------------------- | --------------------- | ----------- | --------------- |
| 2014      | Тиран               | Tyrant                | юная Лейла  | 1 эпизод        |
| 2015—2018 | Версаль             | Versailles            | Софи        | Постоянная роль |
| 2017—2019 | В пустыне смерти    | Into the Badlands     | Одесса      | 12 эпизодов     |
| 2019—2023 | Нэнси Дрю           | Nancy Drew            | Бесс Марвин | Постоянная роль |